# Olympische Winterspiele 1932/Teilnehmer (Polen)
| Gelbes Symbol für Goldmedaillen mit stilisierten Olympischen Ringen | Graues Symbol für Silbermedaillen mit stilisierten Olympischen Ringen | Braundes Symbol für Bronzemedaillen mit stilisierten Olympischen Ringen |
| ------------------------------------------------------------------- | --------------------------------------------------------------------- | ----------------------------------------------------------------------- |
| —                                                                   | —                                                                     | —                                                                       |

Polen nahm an den III. Olympischen Winterspielen 1932 in Lake Placid mit einer Delegation von 15 Athleten in vier Disziplinen teil, allesamt Männer. Ein Medaillengewinn gelang keinem der Athleten. Fahnenträger bei der Eröffnungsfeier war der Eishockeyspieler Józef Stogowski.

## Teilnehmer nach Sportarten

### Eishockey
Männer
- Adam Kowalski
- Aleksander Kowalski
- Włodzimierz Krygier
- Witalis Ludwiczak
- Czesław Marchewczyk
- Kazimierz Materski
- Albert Mauer
- Roman Sabiński
- Kazimierz Sokołowski
- Józef Stogowski
4. Platz

### Nordische Kombination
- Bronisław Czech
Einzel: 7. Platz (392,00)

- Andrzej Marusarz
Einzel: 19. Platz (335,10)

- Stanisław Marusarz
Einzel: 27. Platz (308,05)

### Skilanglauf
Männer
- Bronisław Czech
18 km: 18. Platz (1:36:37 h)

- Stanisław Marusarz
18 km: 27. Platz (1:39:56 h)
50 km: Rennen nicht beendet

- Zdzisław Motyka
18 km: 32. Platz (1:41:58 h)
50 km: Rennen nicht beendet

- Stanisław Skupień
18 km: 31. Platz (1:41:48 h)

### Skispringen
- Bronisław Czech
Normalschanze: 12. Platz (200,7)

- Andrzej Marusarz
Normalschanze: 22. Platz (185,9)

- Stanisław Marusarz
Normalschanze: 17. Platz (192,5)